# Mericisca macguffini
Mericisca macguffini är en fjärilsart som beskrevs av Frederick H. Rindge 1972. Mericisca macguffini ingår i släktet Mericisca och familjen mätare. Inga underarter finns listade i Catalogue of Life.